# Distrito electoral local 19 de la Ciudad de México
El XIX Distrito Electoral Local de Ciudad de México es uno de los 33 distritos electorales locales en los que se encuentra dividido el territorio de Ciudad de México. Su cabecera es la alcaldía Tlalpan.

## Ubicación
Está formado por la mayor parte del territorio de la alcaldía Tlalpan. Limita al norte con el distrito XIV y XIV, ambos dentro de la alcaldía, al noreste con el distrito XXV de Xochimilco, al este con el distrito VII de Milpa Alta, al oeste con el distrito XXXIII de La Magdalena Contreras y al sur con el estado de Morelos.
Desde las elecciones de 2024 su ubicación cambió, pasando a ocupar el distrito local 16, y viceversa.

## Congreso de la Ciudad de México (desde 2018)
| Diputado                         | Grupo parlamentario | Legislatura | Periodo     |
| -------------------------------- | ------------------- | ----------- | ----------- |
| María Guadalupe Chávez Contreras |                     | I II        | 2018 - 2024 |
| Daniela Álvarez Camacho          |                     | III         | 2024 -      |

## Resultados electorales

### 2021
|  | 42.0788 % |

|  | 32.0567 % |

|  | 8.2252 % |

|  | 1.0795 % |

|  | 1.6255 % |

|  | 0.9362 % |

|  | 3.2655 % |

|  | 1.9430 % |

|  | 1.9701 % |

|  | 0.1072 % |

|  | 3.4229 % |

|  | 100.00 % |